# Gebührengesetz 1957
Das Gebührengesetz 1957 (GebG) ist ein österreichisches Bundesgesetz und regelt die Gebühren und die Gebührenpflicht für im Rahmen der Hoheitsverwaltung errichtete Schriften und für Amtshandlungen sowie private Rechtsgeschäfte (§ 1 GebG).
Das Gebührengesetz wurde seit dem Inkrafttreten (Wiederverlautbarung) im Jahr 1957 fast 100-mal geändert.

## Anwendungsbereich
Das Gebührengesetz 1957 ist gemäß § 1 auf den öffentlichen Bereich nach Abschnitt II (Feste Stempelgebühren für Schriften und Amtshandlungen) sowie auf private Rechtsgeschäfte nach Abschnitt III (Gebühr für Rechtsgeschäft) anzuwenden.

### Anwendungsbereich im Verwaltungsverfahren
Das Gebührengesetz ist nach dem II. Abschnitt auf folgende Schriften und Amtshandlungen anzuwenden:
1. Abschriften (Kopien) von jedem Bogen[2] (§ 14 TP 1)[3]
2. Amtliche Ausfertigungen von jedem Bogen (§ 14 TP 2)
3. Auszüge von jedem Bogen (§ 14 TP 4)
4. Beilagen von jedem Bogen (§ 14 TP 5)
5. Eingaben (§ 14 TP 6)
6. Protokolle (Niederschriften) (§ 14 TP 7)
7. Einreise- und Aufenthaltstitel (§ 14 TP 8)
8. Reisedokumente (§ 14 TP 9)
9. Schriften in Patent-, Gebrauchsmuster-, Marken- und Musterangelegenheiten (§ 14 TP 10)
10. Waffendokumente (§ 14 TP 11)
11. Unterschriftsbeglaubigungen (§ 14 TP 13)
12. Zeugnisse (§ 14 TP 14)
13. Zulassungsscheine und Überstellungsfahrtscheine (§ 14 TP 15)
14. Führerscheine (§ 14 TP 16)
15. Eheschließung (§ 14 TP 17)
16. Eingetragene Partnerschaft (§ 14 TP 18)

### Anwendungsbereich auf private Rechtsgeschäfte
Das Gebührengesetz ist nach dem III. Abschnitt auf folgende Rechtsgeschäfte anzuwenden, sofern über diese Rechtsgeschäfte eine Urkunde errichtet wurde (siehe § 15 Abs. 1 GebG mit verschiedenen Ausnahmen im GebG):
1. Annahmeverträge (Adoptionsverträge) (§ 33 TP 1),
2. Anweisungen (§ 33 TP 22),
3. Bestandverträge (§ 33 TP 5),
4. Bürgschaftserklärungen (§ 33 TP 7),
5. Dienstbarkeiten (§ 33 TP 9),
6. Ehepakte (§ 33 TP 11),
7. Glücksverträge (§ 33 TP 17),
8. Hypothekarverschreibungen (§ 33 TP 18),
9. außergerichtliche Vergleiche (§ 33 TP 20),
10. Zessionen (§ 33 TP 21),
11. Wechsel (§ 33 TP 22).

- Siehe auch Rechtsgeschäftsgebühr.

## Aufbau des Gesetzes
- I. Abschnitt (Allgemeine Bestimmungen)
  - § 1 bis 9
- II. Abschnitt (Feste Stempelgebühren für Schriften und Amtshandlungen)
  - § 10 bis 14
- III. Abschnitt (Gebühren für Rechtsgeschäfte)
  - § 15 bis 33
- IV. Abschnitt (Schlußbestimmungen)
  - § 34 bis 38

## Gebührenbefreiung

### Gesetzliche Gebührenbefreiung nach GebG
Gemäß § 35 Abs. 1 GebG gelten für alle Stempel- und Rechtsgebührenbefreiungen, die in österreichischen Gesetzen vorgesehen waren, die vor dem 13. März 1938 erlassen wurden, sofern diese Gesetze in Kraft stehen oder wieder in Kraft gesetzt werden, diese sinngemäß weiter.

### Generelle Gebührenbefreiung nach GebG
Von der Entrichtung von Gebühren sind nach § 2 GebG befreit:
1. Der Bund, die von ihm betriebenen Unternehmungen sowie öffentlich-rechtliche Fonds, deren Abgänge er zu decken verpflichtet ist;
2. die übrigen Gebietskörperschaften im Rahmen ihres öffentlich-rechtlichen Wirkungskreises;
3. öffentlich-rechtliche Körperschaften, weiters alle Vereinigungen, die ausschließlich wissenschaftliche, Humanitäts- oder Wohltätigkeitszwecke verfolgen, hinsichtlich ihres Schriftenverkehres mit den öffentlichen Behörden und Ämtern;
4. die als Gesandte fremder Mächte bestellten Angehörigen auswärtiger Staaten rücksichtlich der von ihnen selbst oder ihren Bevollmächtigten oder Vertretern statt ihrer ausgestellten Schriften, sofern diese sich nicht auf Rechtsgeschäfte über unbewegliche, im Inlande gelegene Sachen oder auf den letzteren haftende Forderungen beziehen.

### Spezielle Gebührenbefreiungen nach GebG
Im Gebührengesetz 1957 sind zahlreiche weitere Ausnahmen für spezielle Gebührenbefreiungen vorgesehen (z. B. bei Rechtsgeschäften nach § 35 GebG und weiteren Bestimmungen z. B. in § 33 GebG).
Nach § 15 Abs. 3 GebG sind Rechtsgeschäfte, die unter das Erbschafts- und Schenkungssteuergesetz, Grunderwerbsteuergesetz, Kapitalverkehrsteuergesetz (I. Teil Gesellschaftsteuer und II. Teil Wertpapiersteuer) oder Versicherungssteuergesetz sowie das Stiftungseingangssteuergesetz fallen, von der Gebührenpflicht ausgenommen.
Gebührenfrei sind auch nach § 33 TP 5 Abs. 4 GebG (Bestandsverträge):
1. Verträge über die Miete von Wohnräumen
2. Urheberrechtliche und leistungsschutzrechtliche Nutzungsverträge sowie Patent-, Marken- und Musterlizenzverträge;
3. Bestandverträge, bei denen der für die Gebührenbemessung maßgebliche Wert 150 Euro nicht übersteigt;
4. Aufforderungsschreiben, mit denen die Entrichtung eines Erhaltungsbeitrages gemäß § 45 MRG begehrt wird.

Gebührenfrei sind nach § 33 TP 20 Abs. 2 GebG (außergerichtliche Vergleiche):
1. Vergleiche über Unterhaltsansprüche Minderjähriger;
2. Vergleiche mit Versicherungsunternehmungen über Ansprüche aus Kranken- oder Schadensversicherungsverträgen;
3. Vergleiche, die mit einem Sozialhilfeträger über Ersatzansprüche abgeschlossen werden;
4. Vergleiche mit dem Bundesminister für Finanzen namens des Bundes über Ansprüche aus Haftungen nach dem Ausfuhrförderungsgesetz 1981.

## Zuständige Behörden
Das für das Gebührengesetz 1957 zuständige Finanzamt für Gebühren, Verkehrsteuern und Glücksspiel hat den Sitz in Wien. Mit der Vollziehung des GebG ist das Bundesministerium für Finanzen betraut (§ 38 GebG). Nach § 14a GebG ist der Bundesminister für Finanzen ermächtigt, zur Abgeltung der Inflation die festen Gebührensätze des § 14 einmal jährlich im Verordnungsweg zu erhöhen.

## Inkrafttreten
Das Gebührengesetz 1957 wurde auf Grundlage der Kundmachung der Bundesregierung vom 2. Dezember 1957 gemäß § 1 des Wiederverlautbarungsgesetzes (BGBl. Nr. 114/1947), neu verlautbart und mit BGBl. Nr. 267/1957 über die Wiederverlautbarung des Gebührengesetzes 1946 in Kraft gesetzt. Vorlage für das Gebührengesetz 1957 war das Gebührengesetz 1946 (BGBl. Nr. 184), welches in seiner ursprünglichen Fassung am 13. Oktober 1946 in Kraft getreten ist.